# 针叶石竹
针叶石竹（学名：[Dianthus acicularis] 错误：{{Lang}}：文本有斜体标记（帮助））是石竹科石竹属的植物。分布在哈萨克斯坦、欧洲、俄罗斯以及中国大陆的新疆等地，生长于海拔550米至1,300米的地区，多生于石质山坡，目前尚未由人工引种栽培。